# أحمد سعد مصباح
أحمد سعد مصباح  من مواليد 26 ابريل 1986 في طرابلس، ليبيا، وهو لاعب كرة قدم ليبي (متوسط دفاع) يلعب حاليا لنادي الاتحاد.